# (53029) Wodetzky
(53029) Wodetzky ist ein Asteroid des Hauptgürtels, der am 22. November 1998 von den  ungarischen Astronomen Krisztián Sárneczky und László Kiss am Piszkéstető-Observatorium des Konkoly-Observatoriums (IAU-Code 053) in Budapest entdeckt wurde, das von der ungarischen Akademie der Wissenschaften betrieben wird.
Der Asteroid wurde am 22. Januar 2008 nach dem ungarischen Astronomen und Mathematiker József Wodetzky (1872–1956) benannt, der sich hauptsächlich mit dem Dreikörperproblem beschäftigte.